# Booking Holdings
Booking Holdings Inc. is een Amerikaans bedrijf dat eigenaar is van diverse websites waaronder Booking.com, Rentalcars.com, Priceline.com, Agoda.com, Kayak.com (inclusief Cheapflights, Momondo en HotelsCombined) en OpenTable. Het beheert deze websites in ongeveer 40 talen en 200 landen.

## Activiteiten
Booking Holdings heeft een aantal websites die klanten en aanbieders op het gebied van reizen bij elkaar brengen. In 2023 boekten consumenten 1049 (2019: 845) miljoen overnachtingen in kamers, 74 miljoen huurautodagen en 36 miljoen vliegtuigtickets via de websites van Booking Holdings. Het belangrijkste bedrijfsonderdeel is het Nederlandse Booking.com. In 2022 telde het bedrijf 21.600 medewerkers, van wie 10.200 in Europa.
In 2023 was 95% van de inkomsten afkomstig van commissies voor de bemiddeling en financiële afwikkeling en de rest was afkomstig van advertenties. De belangrijkste kosten worden gemaakt voor promotie en marketing, deze maakten in 2023 zo'n een derde van de omzet uit. Het aandeel van de personeelskosten was 15%.
Het bedrijf keert geen dividend uit, maar koopt eigen aandelen in.

### Resultaten
| Jaar | Omzet  | Resultaat vóór belastingen | Netto- resultaat | Totaal overnachtingen (×miljoen) |
| ---- | ------ | -------------------------- | ---------------- | -------------------------------- |
| 2005 | 963    | 36                         | 193              | 12                               |
| 2010 | 3085   | 746                        | 528              |                                  |
| 2015 | 9224   | 3128                       | 2551             | 432                              |
| 2016 | 10.743 | 2713                       | 3125             | 567                              |
| 2017 | 12.681 | 4399                       | 2341             | 673                              |
| 2018 | 14.527 | 4835                       | 3998             | 760                              |
| 2019 | 15.066 | 5958                       | 4865             | 845                              |
| 2020 | 6796   | 567                        | 59               | 355                              |
| 2021 | 10.958 | 1465                       | 1165             | 591                              |
| 2022 | 17.090 | 3923                       | 3058             | 896                              |
| 2023 | 21.365 | 5481                       | 4289             | 1049                             |

## Geschiedenis
In 1997 richtte Jay S. Walker het bedrijf Priceline.com op. Het was toen een online reissite die gebruikmaakte van het biedingsmodel Name Your Own Price.
In 1999 kreeg het bedrijf een beursnotering aan de NASDAQ. Walker hield een aandelenbelang van 35%. Op de eerste handelsdag had het bedrijf een beurswaarde van US$ 12,9 miljard. De koersen lagen de eerste handelsdag tussen de US$ 400 en 500. In november 2000 waren er kritische artikelen in de pers verschenen waarin werd getwijfeld over het voortbestaan van het bedrijf. Op 5 januari 2001 was de koers gekelderd naar minder dan US$ 10. Priceline.com had toen nog geen winst gerealiseerd, het eerste winstgevende jaar was 2001.
Het bedrijf experimenteerde met de verkoop van andere producten en diensten zoals boodschappen, benzine, woninghypotheken en auto's. Deze diensten waren geen succes en in 2000 werden de activiteiten gestaakt.
In 2001 verkocht oprichter Walker 25 miljoen aandelen voor US$ 110 miljoen. De kopers waren Cheung Kong Holdings Ltd. en Hutchison Whampoa Ltd. Na de transactie hadden ze een belang van 30% en waren daarmee de grootste aandeelhouders. In december 2006 verkochten deze twee bedrijven uit Hongkong de laatste aandelen in Priceline.
In 2004 werd het in Europa actief door de overname van Active Hotels. In 2005 volgde het Nederlandse Booking.com dat werd overgenomen voor een bedrag van € 110 miljoen. Het was een grote overname want Booking.com maakte direct na de overname ongeveer de helft van de totale jaaromzet uit. In 2012 volgde de duurste overname ooit in de geschiedenis van het bedrijf, de reiswebsite Kayak werd gekocht voor US$ 1,8 miljard.
In 2014 werd de naam Priceline.com Inc. gewijzigd in The Priceline Group Inc. Deze naamswijziging was bedoeld om een duidelijke afbakening te creëren tussen het merk en het bedrijf inclusief alle andere belangen. Tegenwoordig is Priceline.com een van de zes belangrijkste merken van The Priceline Group. De andere merken zijn Booking.com, Kayak, Agoda, Rentalcars.com en OpenTable. In juli 2017 heeft het bedrijf de Momondo Group overgenomen. In augustus 2017 verwierf Kayak het Braziliaanse bedrijf Mundi.
Begin 2018 besloot The Priceline Group verder te gaan onder de nieuwe naam Booking Holdings. Booking.com was verreweg het grootste bedrijfsonderdeel en dit werd nu gereflecteerd in de nieuwe naam. Op 27 februari 2018 veranderde het bedrijf zijn tickersymbool van "PCLN" in "BKNG".
In september 2023 blokkeerde de Europese Commissie (EC) de overname van het Zweedse online reisbureau Etraveli door Booking Holdings. Etraveli is sinds 2000 actief en heeft dochterondernemingen zoals FlightNetwork, GoToGate, Seat24 en SuperSaver. Belangrijkste reden was de machtspositie van Booking op de online reizenmarkt na de overname, Booking heeft al een marktaandeel van ruim 60% op het gebied van online boekingen van hotelovernachtingen en dit zou nog hoger worden na de overname. In november 2021 had Booking € 1,6 miljard geboden om Etraveli in handen in krijgen.